# This Beautiful Mess/People Get Ready

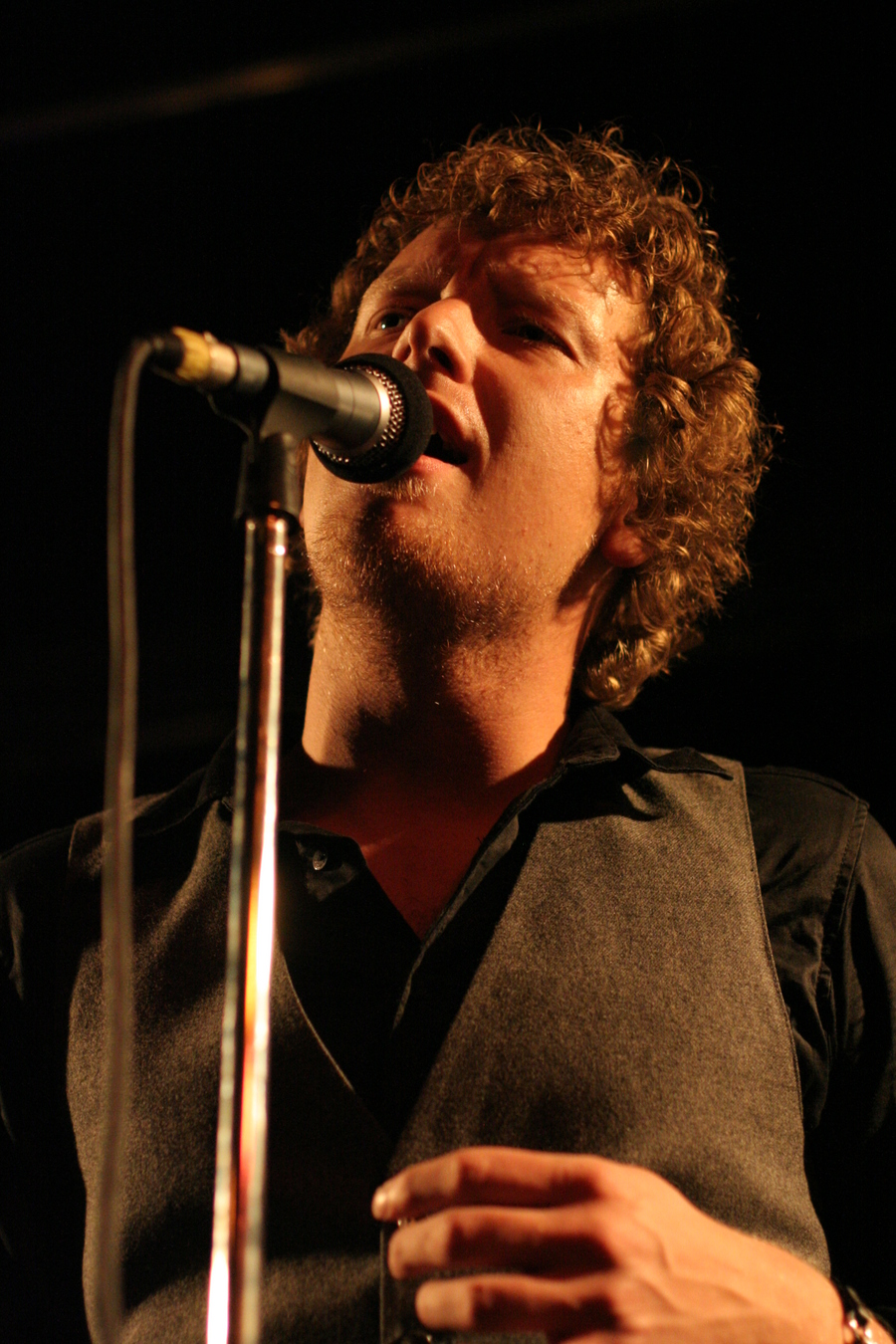
Zanger Arjen van Wijk van This Beautiful Mess

This Beautiful Mess, tussen 2010 en 2012 People Get Ready geheten, is een Nederlandse christelijke indierockband. De band bestond van 1997 tot en met 2012. In die periode hebben ze 4 albums uitgebracht. Na een pauze van een aantal jaar kwamen ze in 2018 weer bij elkaar en in september 2019 traden ze voor het eerst weer op.

## Geschiedenis

### 1997-2000
De band This Beautiful Mess is ontstaan uit de gedeelde muzikale interesse van vier vrienden, die elkaar al sinds de basisschool kennen. Later bleek dat de vier van dezelfde soort muziek hielden; voornamelijk de new wave van bands als The Cure en The Church en de post-grunge van Radiohead. Ze besloten zelf ook een band te beginnen en in augustus 1997 werd Subatlantic Starfish opgericht. Toentertijd was This Beautiful Mess nog de naam van het akoestische duo bestaande uit Arjen van Wijk en Axel Kabboord, aangevuld met wisselende gastmuzikanten, onder de naam Rowing On The Lakes Of Kanada (een verwijzing naar een nummer van The Innocence Mission). Na de oprichting begon de band met het creëren van een eigen stijl, waarin nog wel de invloeden van eerder genoemde bands in terug te vinden waren. Het geluid van Subatlantic Starfish bevat gepassioneerde zang, melodieuze melodielijnen en creatieve baslijnen.
Een jaar na de oprichting werd de band tijdens een regionale bandwedstrijd ontdekt door Sally Forth Records, en in december 1999 startten de opnamen van het eerste album. Het album werd geproduceerd door Minco Eggersman (o.a. at the close of every day), René de Vries (o.a. The Spirit That Guides Us en Rollercoaster 23) en Martijn Groeneveld.

### 2001-2003
Op verzoek van platenlabel Double T veranderde de band haar naam begin 2001 in This Beautiful Mess, naar de titel van een album van de Amerikaanse band Sixpence None the Richer.
In maart 2001 werd de band versterkt door Lydia Wever (Brown Feather Sparrow). Zij vulde het werk van Arjen van Wijk aan met zang en toetsinstrumenten. In april bracht Sally Forth Records de single Clean uit, in juni volgde het album Falling On Deaf Ears. Het album viel ook buiten Nederland op, met als gevolg een deal met het Amerikaanse indie-label Deep Elm Records. Dit label bracht Falling On Deaf Ears in september uit in de Verenigde Staten, Canada en Japan.
In december 2001 won This Beautiful Mess de Popslag (de huidige Buzz 3FM Award Music), mede door de uitvoering van het K-otic nummer Damn (I think I love you), wat ook op een heruitgave van de single Clean terechtkwam. In januari 2002 volgde een optreden op Eurosonic en toerde de band in april met Ozark Henry door Nederland. In juni won This Beautiful Mess een Essent Award, wat werd bekroond met een optreden op Lowlands.
In het najaar van 2002 begon de groep te werken aan een nieuw album, dat in oktober 2003 uitkwam en de titel Temper The Wind To The Shorn Lamb draagt. De nummers op dit album werden aangevuld met hoorn, viool, trombone, trompet en cello waardoor het geluid voller klinkt dan op het debuutalbum. In de pers werd de band steeds vaker onder de noemer emo geschaard. Ondertussen verliet in april 2003 gitarist Joop Flamman de band. Zijn plek werd opgevuld door Axel Kabboord, die van drums naar gitaar verschoof. De vrijgekomen plek achter het drumstel werd ingenomen door René de Vries, die vanwege zijn werk als producent reeds bekend was met het repertoire van de band.

### 2004-2010
This Beautiful Mess speelde in januari 2004 op Noorderslag in Groningen, toerde een week door Engeland en reisde in april en mei door Portugal en Spanje voor optredens. Lydia Wever en Abne Herrebout werkten mee op het soloalbum The Wagon Fair dat Minco Eggersman (at the close of every day) uitbracht onder de naam ME. In augustus 2004 liet de band weten een pauze te nemen. De bandleden wilden zich richten op studie, werk of andere muzikale projecten (Van Wijk en Wever waren beide ook actief in de band Brown Feather Sparrow).
In november 2005 liet de band via zijn Myspace-pagina weten dat de sabbatical voorbij was. In het najaar van 2006 verscheen er een mini-album getiteld Away With The Swine met nog niet eerder uitgebrachte nummers uit de opnamesessies van Temper The Wind. De cd werd, ondanks het feit dat het een verzameling van 'afgevallen' nummers betrof, goed ontvangen in de media. Kort na de verschijning van Away With The Swine werd een korte clubtour door Nederland en Duitsland georganiseerd. Ook speelde This Beautiful Mess in 2004 op het Flevo Festival.
In 2009 speelde This Beautiful Mess een aantal huiskamershows en een aantal festivals, en werkte het aan een nieuw album. Een aantal premixes waren al sinds 2008 te beluisteren op de MySpace-pagina van de band.

### People Get Ready
In mei 2010 maakte de band bekend dat ze per direct ophield te bestaan. Enkele dagen daarna kondigde onder meer nieuwssite MusicFrom aan dat de leden voortaan een nieuwe band vormden, People Get Ready. Onder die naam produceerde de band voortaan steviger materiaal. Het nieuwe werk was volgens de band zelf een 'kruisbestuiving van new wave, (post)punk en britpop, met sporen van bands als Bloc Party, At The Drive-In en Radiohead'. Fans konden het eerste nummer, Radio Uruzgan geheten, gratis downloaden. De teksten van dat nummer ageren tegen egocentrisme en een maatschappelijk gebrek aan idealen.
In mei trad People Get Ready voor het eerst onder de nieuwe naam op. Op 12 juni 2012 maakte de band via haar Facebook-account bekend, na een jaar van stilte, de band definitief op non-actief te stellen. 
”We, the people are on a roll. Lydia & Stefan are working on a new Eins, Zwei Orchestra record and Rene & Arjen are hitting the road with Vandryver. Axel may appear on both records. People Get Ready is on hold. We kindly ask you to support and like our other groups. Thank you."
Met de verandering naar People Get Ready nam de band afscheid van het oorspronkelijke geluid van This Beautiful Mess. Nadat ook People Get Ready gestopt was, leek het tijdperk definitief afgesloten.

### Terugkeer This Beautiful Mess
In september 2018 kondigde de band op Facebook aan weer te gaan spelen. Een optreden in Duisburg was geboekt onder de naam This Beautiful Mess; dit optreden werd een aantal weken later geannuleerd. Een jaar later hield de band een tryout-concert in het Werk aan de Waalse Wetering, waarbij naast oud werk ook drie nieuwe songs werden gespeeld. 
In 2021 bracht This Beautiful Mess een nieuwe ep uit: Second Mountain Songs. De titel van deze ep is gebaseerd op het boek The Second Mountain van David Brooks.

## Bandleden

### Huidige bezetting
- Arjen van Wijk - zang
- Lydia van Maurik - zang, toetsinstrumenten
- Axel Kabboord - drums tot 2003 daarna gitaar
- Stefan van Maurik - sinds 2008 basgitaar
- René de Vries - sinds 2003 drums

### Voormalige bandleden
- Joop Flamman - gitaar (1997 - 2003)
- Abne Herrebout - basgitaar (1997 - 2008)

## Discografie

### Albums

##### Onder de naam "This Beautiful Mess"
- Falling on deaf ears (2001)
- Temper the wind to the shorn lamb (2003)
- Away with the swine (2006)
- Second Mountain Songs (2021)
- The Soft Powers (2025)

##### Onder de naam "People Get Ready"
- People Get Ready. (2010)

### Singles

##### Onder de naam "This Beautiful Mess"
- Clean (2001) - bevat ook een videoclip van Clean
- Clean (2002) - opnieuw uitgebracht, inclusief cover van Damn I Think I Love You van K-otic
- Fly Anna Fly (2002)
- Don't go there (2003)[5]

##### Onder de naam "People Get Ready"
- Radio Uruzgan (2010)